# T-122
T-122 Sakarya — турецкая реактивная система залпового огня.

## История
РСЗО «Сакарья» фактически является турецким вариантом БМ-21 Град. 122-мм НУРС системы унифицированы с НУРС российской РСЗО БМ-21 «Град».
Прототип этой системы появился в 1995 году. Массовое производство фирмой Roketsan Missiles Industries Inc. началось в 1997 году. До 2008 года было произведено 72 системы, и производство продолжается и поныне. Система активно продвигается на экспорт.
Кроме поставок РСЗО турецкая фирма также поставляет пакеты T-122 Азербайджану (проект Lynx) и Казахстану (Naiza).

## Конструкция
Артиллерийская система базируется на базе грузовика немецкого производства MAN 26.281 (с 2005 — MAN 26.372), кроме того в серийном производстве находится также вариант, базирующийся на T-300 «Касырга» (тур. Kasırga). Артиллерийская часть ранних вариантов боевых машин включает два пакета по 20 трубчатых направляющих, модернизированных — два моноблока с 20 одноразовыми транспортно-пусковыми контейнерами, изготавливаемых из полимерных композитных материалов. Они устанавливаются на боевую машину с помощью бортового крана боевой машины. Время перезарядки составляет в этом случае около 5 минут. Моноблоки оснащаются реактивными снарядами на заводе-изготовителе и герметизируются.
Неуправляемые ракеты для Сакарьи изготавливаются турецкими фирмами MKEK и Roketsan:
- SR-122 и SRB-122 с дальностью полёта 20 км;
- TR-122 и TRB-122 с увеличенной до 40 км дальностью полёта;
- TRK-122 с дальностью полёта 30 км и кассетной головной частью.

Неуправляемые реактивные снаряды SR-122 и TR-122 комплектуются головной частью фугасного типа и предназначены для поражения легкобронированных целей и живой силы противника. Головная часть этого типа имеют заряд взрывчатого вещества весом 6,5 кг на базе тротила и гексогена и контактный взрыватель. При взрыве головная часть дает около 2400 осколков и обеспечивает радиус поражения более 20 м.
Неуправляемые реактивные снаряды SRB-122 и TRB-122 имеют головную часть осколочно-фугасного типа с готовыми поражающими элементами в виде стальных шариков (более 5500). Вес заряда ВВ — 4 кг. Главная часть комплектуется взрывателем неконтактного типа и имеет радиус поражения более 40 м.
Кассетная головная часть НУРС TRK-122 предназначена для поражения бронированной техники, живой силы, складов и фортификационных сооружений. Головная часть снаряжается 50 кумулятивно-осколочными и 6 зажигательными боевыми элементами, обеспечивает радиус поражения 7,5 м.
Кроме того, есть возможность использования всей номенклатуры ракет для БМ-21 «Град» и его клонов. Пакет из 40 ракет выстреливаются за 80 секунд, при этом площадь поражения составляет 500×500 м2.
На Т-122 используется современная система управления огнём «BORA 2100», что обеспечивает:
- Тестирование системы перед и во время стрельбы;
- Автоматический расчёт исходных данных для стрельбы НУРСами с различными типами головных частей;
- Автоматическое наведение пакета направляющих без выхода расчёта из кабины;
- Стрельбу одиночными НУРС или залпом с темпом стрельбы 2 с;
- Хранение в памяти данных о местоположении 20 целей;
- Введение метеорологической информации в МЕТСМ или аналогичных форматах[3].

## Операторы
- Кипр: 18 единиц, на 2022 год[4]
- Турция: около 36, на 2022 год[4]
- Азербайджан: 3 единицы, на 2022 год[4]
- ОАЭ[5]